# محمد البطوش
محمد البطوش (1971 -) مؤلف وكاتب أردني من مواليد الكرك، كتب العديد من المسلسلات التاريخية والبدوية والاجتماعية، والمسرحيات وحصل على عدد من الجوائز، درس الهندسة المدنية في الجامعة الأردنية وحصل لاحقًا على الماجستير والدكتوراة، لكنه أتجه لمجال الكتابة.

## مؤلفاته

### مسلسلات
- أبو جعفر المنصور
- مسلسل سمرقند، 2016
- مسلسل معاوية بن أبي سفيان
- مسلسل المهلب بن أبي صفرة، 2018
- مسلسل الفرزدق
- مسلسل أحلام عبدو
- مسلسل الغول
- مسلسل درب الوحش
- مسلسل الماجدي بن ظاهر، 2018
- مسلسل مقامات العشق، 2019
- مسلسل الدوار العاشر، 2024

بدوية
- مسلسل وضحا وابن عجلان
- العنود
- الغريب
- راعية الوضحا
- مسلسل شوق 2017

كوميدية
- الأكاديمية
- نقطة سطر جديد
- شوفت عينك

### مسرحيات
- طقوس تاجر الصوف
- شيخ القلعة
- مسرحية حليمة
- حدود الخوف
- حدود الوهم
- حدود الموت
- عطوان في الميزان، من تأليفه وإخراجه، مهرجان مسرح الجامعة الأردنية الثالث

### أعمال إذاعية
تأليف برنامج دعاء وقصة «ثلاث دورات برامجية متتالية»، الإذاعة، عمان.

## جوائز
- أفضل تأليف مسرحي عن مسرحية «حليمة»، مهرجان المسرح الأردني للمحترفين، عمان، 1999
- جائزة أفضل تأليف مسرحي عن مسرحية «الكرسي»، مهرجان فيلادلفيا المسرحي.
- جائزة النقاد لأفضل إعداد مسرحي، عن مسرحية «ليلة سمر في مقهى عربي»/مهرجان مسرح المنستير الدولي، تونس، 1996
- جائزة أفضل مخرج مسرحي عن مسرحية «الخروج من ثقب الإبرة»، مهرجان الجامعات الأول، عمان، 1994
- جائزة الدولة التشجيعية في حقل الفنون لعام 2003م عن مسرحية حليمة.